# Герреро, Роберт
Роберт Джозеф Герре́ро (англ. Robert Joseph Guerrero; род. 27 марта 1983, Гилрой, Калифорния, США) — американский боксёр-профессионал, выступавший в полусредней (Welterweight) весовой категории. Чемпион мира в полулёгком весе по версии IBF, 2006—2008, во втором полулёгком по версии IBF, 2009, временный чемпион мира в лёгком весе по версиям WBA и WBO, 2011, временный чемпион в полусреднем весе по версии WBC, 2012.

## Профессиональная карьера

### Полулёгкий вес
Дебютировал на профессиональном ринге в 2001 году в полулёгкой весовой категории.
В 2004 году завоевал титул чемпиона северной Америки по версии NABF, нокаутировав в четвёртом раунде соотечественника Сезаря Фигейро.
В 2005 году потерпел первое поражение. Проиграл раздельным решением судей, мексиканцу, Гамалиэлю Диасу.
23 июня 2006 года состоялся реванш. Геррейро нокаутировал Диаса в шестом раунде и закрыл единственное поражение.
В сентябре 2006 года завоевал титул чемпиона мира по версии IBF, нокаутировав в 8-м раунде Эрика Айкена.
В первой защите титул встретился с мексиканцем Орландо Салидо. Салидо выиграл по очкам, но позже обнаружился положительный тест на запрещённые препараты в крови мексиканца. Поединок признали несостоявшимся, и Геррейро сохранил чемпионский титул.

### Второй полулёгкий вес
22 августа 2009 года победил по очкам Малькольма Классена и стал новым чемпионом мира по версии IBF во втором полулёгком весе.
В 2010 году победил по очкам Хоэля Касамайора.

### Лёгкий вес
9 апреля 2011 года победил австралийца Майкла Катсидиса и стал временным чемпионом мира по версиям WBA и WBO.

### Полусредний вес
28 июля 2012 года Герреро победил по очкам непобеждённого турка, Айдэна Сельчука (23-0), и завоевал титул временного чемпиона мира по версии WBC.
В ноябре 2012 года защитил титул в бою с американцем Андре Берто.

#### Бой с Флойдом Мэйвезером
4 мая 2013 года встретился с легендарным Флойдом Мейвезером. Герреро проиграл по итогам двенадцатираундового боя, единогласным решением судей.

#### Бой с Дэнни Гарсия
23 января 2016 года не смог завоевать вакантный титул чемпиона мира по версии WBC в полусреднем весе. Уступил Дэнни Гарсия единогласным решением судей.

## Проблемы с законом
- 28 марта 2013 года был задержан в аэропорту Нью-Йорка, за попытку пронести на самолёт оружие (пистолет 45-го калибра).[3]

## Список поединков
В таблице перечислены результаты всех поединков боксёров.
В каждой строке указан результат поединка. Дополнительно номер поединка обозначен цветом, который обозначает итог поединка. Расшифровка обозначений и цветов представлена в нижеследующей таблице.
| Пример | Расшифровка                     |
| ------ | ------------------------------- |
|        | Победа                          |
|        | Ничья                           |
|        | Поражение                       |
|        | Планируемый поединок            |
|        | Поединок признан несостоявшимся |
| КО     | Нокаут                          |
| ТКО    | Технический нокаут              |
| PTS    | Решение судей (по очкам)        |
| UD     | Единогласное решение судей      |
| MD     | Решение большинства судей       |
| SD     | Раздельное решение судей        |
| RTD    | Отказ от продолжения боя        |
| DQ     | Дисквалификация                 |
| NC     | Поединок признан несостоявшимся |

| Результат | Оппонент                | Тип | Раунд, Время  | Дата             | Место                      | Дополнительно |
| --------- | ----------------------- | --- | ------------- | ---------------- | -------------------------- | --- |
| 38-6-1-2  | Андре Берто             | UD  | 10            | 16 декабря 2023  | Миннеаполис, США           | Счёт: 98-92 трижды. |
| 37-6-1-2  | Виктор Ортис            | UD  | 10            | 21 августа 2021  | Лас-Вегас, США             | Счёт: 96-94 трижды. |
| 36-6-1-2  | Джералд Томас           | UD  | 10            | 28 сентября 2019 | Лос-Анджелес, США          | 98-92, 99-91, 99-91. |
| 35-6-1-2  | Эвинсон Эррера          | RTD | 5 (10), 3:00  | 9 марта 2019     | Карсон (Калифорния), США   | |
| 34-6-1-2  | Адам Мате               | KO  | 2 (8), 2:25   | 1 декабря 2018   | Лос-Анджелес, США          | |
| 33-6-1-2  | Омар Фигероа            | TKO | 3 (10), 1:30  | 15 июля 2017     | Юниондейл, США             | Герреро трижды в нокдауне в раунде 2 и дважды в 3. Через два дня после боя Герреро объявил о завершении карьеры.                                                               |
| 33-5-1-2  | Давид Эмануэль Перальта | SD  | 12            | 27 августа 2016  | Анахайм (Калифорния), США  | Перальта получил рассечение правого глаза в пятом раунде. 115-113, 112-116, 113-115.                                                                                           |
| 33-4-1-2  | Дэнни Гарсия            | UD  | 12            | 23 января 2016   | Лос-Анджелес, США          | Бой за вакантный титул чемпиона мира по версии WBC в полусреднем весе. 112-116, 112-116, 112-116.                                                                              |
| 33-3-1-2  | Аарон Мартинес          | SD  | 10            | 6 июня 2015      | Карсон, Калифорния, США    | Счёт судей: 94/95, 95/94, 97/92. Герреро в нокдауне в 4-м раунде. |
| 32-3-1-2  | Кит Турман              | UD  | 12            | 7 марта 2015     | Лас-Вегас, США             | 107-120, 109-118, 108-118. Бой за титул чемпиона по версии WBA в полусреднем весе. Герреро в нокдауне в 9 раунде.                                                              |
| 32-2-1-2  | Ёсихиро Камэгаи         | UD  | 12            | 21 июня 2014     | Карсон, США                | 116-112, 117-111, 117-111. |
| 31-2-1-2  | Флойд Мейвезер          | UD  | 12            | 4 мая 2013       | Лас-Вегас, США             | 111-117, 111-117, 111-117. Бой за титул WBC в полусреднем весе. |
| 31-1-1-2  | Андре Берто             | UD  | 12            | 24 ноября 2012   | Онтарио (Калифорния), США  | 116-110, 116-110, 116-110. Берто в нокдаунах в 1 и 2 раундах. Защитил временный титул WBC в полусреднем весе.                                                                  |
| 30-1-1-2  | Сельчук Айдын           | UD  | 12            | 28 июля 2012     | Сан-Хосе (Калифорния), США | 116-112, 116-112, 117-111. Выиграл временный титул WBC в полусреднем весе. |
| 29-1-1-2  | Майкл Катсидис          | UD  | 12            | 9 апреля 2011    | Лас-Вегас, США             | 117-108, 118-106, 118-107. Выиграл временный титул WBA и временный титул WBO в лёгком весе. Катсидис оштрафован на 2 очка в 8 раунде, Герреро оштрафован на 1 очко в 9 раунде. |
| 28-1-1-2  | Висенте Эскобедо        | UD  | 10            | 6 ноября 2010    | Ньюарк (Нью-Джерси), США   | 100-90, 98-90, 96-92. Выиграл титул WBO Intercontinental в лёгком весе. |
| 27-1-1-2  | Хоэль Касамайор         | UD  | 10            | 31 июля 2010     | Лас-Вегас, США             | 98-89, 98-89, 97-90. Касамайор оштрафован и побывал в нокдауне во 2 раунде, Герреро в нокдауне в 10 раунде.                                                                    |
| 26-1-1-2  | Роберто Давид Аррьета   | TKO | 8 (10), 0:29  | 30 апреля 2010   | Лас-Вегас, США             | |
| 25-1-1-2  | Малькольм Классен       | UD  | 12            | 22 августа 2009  | Хьюстон, США               | 117-111, 116-112, 116-113. Выиграл титул IBF во втором полулёгком весе. |
| 24-1-1-2  | Эфрен Инохоса           | RTD | 8 (10), 3:00  | 12 июня 2009     | Сан-Хосе (Калифорния), США | Бой остановлен из-за травмы руки по совету врача. |
| 23-1-1-2  | Дауд Йордан             | NC  | 2 (10), 1:47  | 7 марта 2009     | Сан-Хосе (Калифорния), США | Столкновение головами вызвало рассечение у Герреро, бой остановлен. |
| 23-1-1-1  | Эдель Руис              | TKO | 1 (10), 0:43  | 24 января 2009   | Лос-Анджелес, США          | Нокаут ударом по корпусу. |
| 22-1-1-1  | Джейсон Литзау          | KO  | 8 (12), 2:25  | 29 февраля 2008  | Лемур (Калифорния), США    | Защитил титул IBF в полулёгком весе. |
| 21-1-1-1  | Мартин Онорио           | TKO | 1 (12), 0:56  | 3 ноября 2007    | Тусон, США                 | Защитил титул IBF в полулёгком весе. |
| 20-1-1-1  | Спенд Абази             | TKO | 9 (12), 0:01  | 23 февраля 2007  | Копенгаген, Дания          | Выиграл вакантный титул IBF в полулёгком весе. |
| 19-1-1-1  | Орландо Салидо          | NC  | 12            | 4 ноября 2006    | Лас-Вегас, США             | 113-115, 110-118, 111-117. Салидо дисквалифицирован после боя за положительный результат допинг-теста.                                                                         |
| 19-1-1    | Эрик Эйкен              | RTD | 8 (12), 3:00  | 2 сентября 2006  | Лос-Анджелес, США          | Выиграл титул IBF в полулёгком весе (первый титул чемпиона мира в карьере Герреро).                                                                                            |
| 18-1-1    | Гамалиэль Диас          | KO  | 6 (12), 2:33  | 23 июня 2006     | Окленд (Калифорния), США   | Выиграл титул NABF в полулёгком весе. |
| 17-1-1    | Сандро Маркос           | TKO | 3 (10), 0:54  | 18 мая 2005      | Сан-Хосе (Калифорния), США | |
| 16-1-1    | Гамалиэль Диас          | SD  | 12            | 2 декабря 2005   | Лемур (Калифорния), США    | 115-112, 113-114, 112-115. Потерял титул NABF в полулёгком весе. Диас оштрафован в 12 раунде за удар по затылку.                                                               |
| 16-0-1    | Сэмми Вентура           | KO  | 1 (12), 2:05  | 16 сентября 2005 | Лемур (Калифорния), США    | Защитил титул NABF в полулёгком весе. |
| 15-0-1    | Адриан Вальдес          | TKO | 12 (12), 1:55 | 1 апреля 2005    | Лемур (Калифорния), США    | Защитил титул NABF в полулёгком весе. |
| 14-0-1    | Сезар Фигероа           | KO  | 4 (12), 0:59  | 9 декабря 2004   | Темекьюла, США             | Выиграл титул NABF в полулёгком весе. Фигероа 2 раза в нокдауне в 4 раунде. |
| 13-0-1    | Энрике Санчес           | TKO | 8 (10)        | 3 июня 2004      | Линкольн-Сити, США         | |
| 12-0-1    | Хуан Поло Перес         | TKO | 2 (6)         | 24 апреля 2004   | Майами, США                | Перес 2 раза в нокдауне. |
| 11-0-1    | Хулиан Родригес         | TD  | 1 (8), 1:17   | 14 марта 2004    | Темекьюла, США             | Герреро нанёс удар после брейка, Родригес не смог продолжить бой, объявлена техническая ничья.                                                                                 |
| 11-0      | Хосе Луис Тула          | TKO | 1 (8), 2:30   | 8 июня 2003      | Лас-Вегас, США             | |
| 10-0      | Дэвид Васкес            | TKO | 1 (10), 1:02  | 4 мая 2003       | Коачелла, США              | |
| 9-0       | Хосе Альфонсо Родригес  | TKO | 2 (6), 2:38   | 20 декабря 2002  | Майами, США                | |
| 8-0       | Фредди Кастро           | UD  | 6             | 3 июля 2002      | Монтерей (Калифорния), США | 58-55, 58-55, 59-54. |
| 7-0       | Маркос Бадильо          | UD  | 6             | 14 апреля 2002   | Лас-Вегас, США             | 60-54, 59-55, 59-55. |
| 6-0       | Роберт Энрикес          | UD  | 4             | 10 марта 2002    | Лас-Вегас, США             | 39-33, 39-33, 39-34. |
| 5-0       | Хоакин Канделарио       | UD  | 4             | 8 февраля 2002   | Темекьюла, США             | 40-36, 40-36, 40-36. |
| 4-0       | Артур Тревино           | UD  | 4             | 25 января 2002   | Пемброк-Пайнз, США         | |
| 3-0       | Оскар Росалес           | UD  | 4             | 2 ноября 2001    | Сан-Антонио, США           | 39-37, 40-36, 39-37. |
| 2-0       | Хавьер Гонсалес         | TKO | 3 (4)         | 29 сентября 2001 | Майами, США                | |
| 1-0       | Алехандро Крус          | UD  | 4             | 22 апреля 2001   | Индио (Калифорния), США    | 40-36, 40-36, 40-36. |